# سينادور سا
سينادور سا بلدية في ولاية سيارا في المنطقة الشمالية الشرقية من البرازيل.